# Famorca
Famorca község Spanyolországban, Alicante tartományban. Lakosainak száma 44 fő (2024). Famorca Beniardá, Castalla, Castell de Castells, Facheca, Tollos és Confrides községekkel határos.

## Népesség
A település lakosságának változását az alábbi diagram mutatja:
| Lakosok száma | 61   | 65   | 54   | 44   | 62   | 52   | 58   | 47   | 45   | 44   |
|               | 2001 | 2004 | 2006 | 2009 | 2011 | 2014 | 2016 | 2019 | 2021 | 2024 |